# Lægbuddhist
Lægbuddhister (lægfolk; husholdere) er de almindelige praktiserende buddhister, der ikke er munke og nonner. Lægfolk lever et almindeligt liv med civil uddannelse, arbejde og familie. Samtidig mediterer de og arbejder med at integrere buddhismen i deres dagligdag. Lægbuddhister indgår især i Østen i et samspil med munke og nonner, hvor det er lægfolkene, der yder økonomisk støtte til klostrene. Hovedparten af verdens buddhister er lægfolk.
Buddha skelnede mellem lægfolk og munke, og sagde blandt andet: "det er ikke muligt for én beskæftiget med husholderens liv at praktisere den fulde dhamma, som det er for en munk." Derfor er der forskellige belæringer og regler for munke og nonner og lægfolk.
Buddha skelnede også mellem lægfolk (upāsaka/upāsikā for mænd/kvinder) og dydige lægfolk ("upāsaka sīlavā hotīti" - "lægmand, som er dydig"). Lægfolk tager tilflugt i "de tre grundpiller" (se nedenfor), mens dydige lægfolk også overholder de fem forskrifter (se også nedenfor).

## De tre grundpiller
Ligesom munke og nonner tager lægfolk tilflugt i de tre grundpiller i buddhismen:
1. Buddha
2. Den buddhistiske lære (dhamma)
3. De hellige (sangha)

Sangha'en består af munke og nonner (bhikkhu-sangha og bhikkhuni-sangha), men kan også være en betegnelse for gode buddhister (ariya-sangha, "de ædle").

## De fem forskrifter
Lægfolk følger som udgangspunkt fem forskrifter:
1. At afstå fra at dræbe levende væsner
2. At afstå fra at tage, hvad der ikke bliver givet
3. At afstå fra seksuel uterlighed
4. At afstå fra forkert talemåde
5. At afstå fra at bruge rusmidler, som fører til uforsigtighed

## Karriere som lægbuddhist

### Ret levemåde
En person kan i henhold til Anguttara Nikaya 8.55, Ujjaya Sutta opnå glæde i dette liv ved at beskæftige sig med arbejde såsom landbrug, handel, bueskydning, tjeneste i staten eller i en af professionerne. Det er ikke nærmere specificeret, hvad professionerne er. I samme belæring understreger Buddha dog, at hvis man også ønsker glæde i fremtidige liv, skal man overholde de fem forskrifter. Dette vil i sig selv udelukke visse erhverv, eller i hvert fald visse opgaver.

### Forkert levemåde
Lægbuddhister bør ifølge Buddha ikke beskæftige sig med handel med våben, mennesker (slaver), kød, rusmidler og gift.

### Soldater og skuespillere
Buddha fortæller henholdsvis en soldat og en skuespiller, at deres arbejde ikke fører til gode genfødsler.
Til soldaten siger han, at hvis man går i krig og bestræber sig på at dræbe andre, og under de bestræbelser selv dør, bliver man genfødt i et helvede - "helvedet for soldater, der døde i kamp".
Tilsvarende siger han til skuespilleren, at en skuespiller, der er beruset og skødesløs og får andre til at være berusede og skødesløse, vil blive genfødt i "det leende helvede".

## Økonomi som lægbuddhist

### Brug af penge
Buddha gav belæringer om, hvordan man bør bruge sin formue. Han opfordrede til, at man bruger sin formue til at sikre sig selv, sin forretning og sin familie gennem opsparing, ligesom han opfordrede til at bruge sine midler til glæde for sig selv, venner, kolleger, familien, læremestrene osv.
"Der er fire typer glæde, der kan opnås i den passende sæson, til passende tider, af en husholder, som nyder sansernes glæde. Hvilke fire? Glæden ved at have, glæden ved formue, glæden ved gældfrihed og glæden ved skyldfrihed", fortalte Buddha husholderen Anāthapiṇḍika.
Buddha opfordrede i øvrigt (Anguttara Nikaya 8.55, Ujjaya Sutta) til at leve økonomisk balanceret, så ens udgifter ikke overstiger indtægterne. Omvendt bør man heller ikke leve under evne. Udgifter og indtægter bør passe sammen, så man lever med en passende, afbalanceret økonomi.
I samme belæring nævnte Buddha fire kilder, som dræner ens økonomi: at være en skørtejæger, at drikke, at spille hasardspil og at have dårlige venner, kompagnoner og bekendte.

### Opsparing
Som noget særskilt rådede Buddha til, at man samler sig en formue, inden man stifter familie:
"Den vise, begavet med dyd, lyser som en brændende ild,
samler formue som bier samler honning, og dynger det sammen som en myretue.

Når formuen er samlet, kan familie- og husholderliv følge. "
Samme sted råder Buddha til at dele sine midler op i fire dele:
"Ved at dele sin formue i fire, kan sandt venskab trives;
Én del bør nydes;
to dele investeres i forretning;

og den fjerde sættes til side som værn mod fremtidig ulykke. "

### Grådighed
Buddha advarede generelt mod grådighed og mod at binde sig til sine besiddelser:
"End ikke hvis det regnede med guldmønter, ville vi få nok af sanselige glæder
'Det fører til stress, det fører ikke til megen lykke" - velvidende dette finder den vise
ingen fornøjelse i selv himmelske sanselige glæder.
Han er en, der finder fornøjelse i udslukningen af trang,

en discipel af Den Selvoplyste."
Buddha sagde også, at en formue bliver spildt, når den ikke bruges korrekt - se Samyutta Nikaya nr. 3.19, Aputtaka Sutta.
I Majjhima Nikaya nr. 14, Cula-dukkhakkhandha Sutta, kaldes grådighed en "forurening af sindet", og i Anguttara Nikaya nr. 3.69, Mula Sutta, siger Buddha, at grådighed er én af de tre rødder til forkerte handlinger (sammen med ond vilje og vildfarelse).

## Familieliv
Lægbuddhister lever et almindeligt familieliv. Buddha gav ved flere lejligheder råd til, hvordan man bedst kombinerer familieliv og religion. Det ses også, at belæringerne blev givet i et samfund, som adskiller sig en del fra det, en almindelig dansk familie lever i.

### Forældre og børn
I Sigalovada Sutta (se nedenfor) omtales både børns pligter overfor forældrene og omvendt. Der nævnes fem pligter for børnene, og fem for forældrene, og de modsvarer hinanden:
|   | Barnet respekterer forældrene ved                      | Forældreren respekterer barnet ved          |
| - | ------------------------------------------------------ | ------------------------------------------- |
| 1 | at støtte dem, som de støttede en                      | at hindre en i at handle forkert            |
| 2 | at gøre sin pligt over for dem                         | at guide en mod at handle rigtigt           |
| 3 | at føre familien og dens traditioner videre            | at sørge for ens uddannelse                 |
| 4 | at fortjene sin arv                                    | at støtte ens valg af en passende ægtefælle |
| 5 | at give donationer på vegne af afdøde familiemedlemmer | i passende tid at give en sin arv           |

I Sutta Nipata nr. 6.1, Parabhava Sutta, fortæller Buddha en gud (deva), at ens undergang kommer af ikke at tage sig af sine gamle forældre, selvom man har råd til det. Omvendt fortæller han i Sutta Nipata nr. 2.4, Maha-Mangala Sutta, at den største velsignelse er at understøtte sine forældre.

### Ægtefæller
|   | En ægtemand respekterer sin hustru ved | En hustru respekterer sin ægtemand ved       |
| - | -------------------------------------- | -------------------------------------------- |
| 1 | at ære hende                           | at være organiseret                          |
| 2 | ikke at være respektløs overfor hende  | venlighed overfor svigerforældre og hushjælp |
| 3 | at være hende tro                      | at være ham tro                              |
| 4 | at give hende medbestemmelse           | at holde styr på varer i huset               |
| 5 | at give hende gaver                    | at være god og vedholdende i sine pligter    |

#### Gode ægtefæller
I Anguttara Nikaya nr. 4.55, spørger et ægtepar Buddha, hvordan de kan leve sammen i det hinsides. Buddha svarer:
"Når både manden og hustruen har tro (tillid),
er barmhjertige og selv-kontrollerede,
lever deres liv retskaffent,
tiltaler hinanden på behagelig vis,
så vil mange fordele komme til dem
og de sover roligt.

Deres fjender sørger
når begge har samme dyd.

Når de har praktiseret dhamma,
ens i dydige handlinger og holdninger,
så vil de efter livet glædes i en deva-verden,

hvor de frydes og nyder sanselige glæder."

### Den gode ægtemand
I Sutta Nipata nr. 6.1, Parabhava Sutta, fortæller Buddha, at mandens undergang kommer af ikke at være tilfreds med sin hustru og at blive set med skøger og andre mænds hustruer. Tilsvarende fører det til mandens undergang at tage en ung hustru, når man selv er gammel, og miste søvn på grund af sin jalousi over hende.
Der findes et modstykke i Sutta Nipata nr. 6.1, Maha-Mangala Sutta, da Buddha fortæller, at den største velsignelse er at værdsætte sin hustru og sine børn.
I Anguttara Nikaya 8.55, Ujjaya Sutta, fortæller Buddha, at manden bør dele sin lykke, elske at tilgive, dedikere sig til velgørenhed, elske at give og dele, være fri for nærighed og være gavmild.

### Den gode hustru
I Anguttara Nikaya nr. 7.63, Bhariyā Sutta, nævner Buddha syv typer hustru - tre dårlige og fire gode:
Dårlige hustruer:
1. Hun er som en tyv - hun bruger hans penge uden mådehold
2. Hun er som en morder - hun udviser foragt for sin mand og prøver at komme af med ham (bogstaveligt talt "prøver at dræbe ham")
3. Hun er som en hersker - hun er arbejdssky, grådig og doven og hun prøver at dominere sin mand

Gode hustruer:
1. Hun er som en moder - hun interesserer sig for ham og passer på ham og på hans penge
2. Hun er som en søster - hun respekterer sin mand og opfylder hans ønsker
3. Hun er som en ven - hun er glad for at se sin mand og er af god familie (eller er opdraget godt, alt efter oversættelse)
4. Hun er som en tjener - hun bliver ikke vred på sin mand og er tålmodig, selvom han er hård ved hende

I Anguttara Nikaya 8.48, fortæller Buddha, hvilke kvaliteter ved en kvinde, som fører til en god genfødsel. Der er primært fokus på livet som hustru. Som ovenfor modsvares hustruens pligter af mandens. Hustruen bør overholde de fem forskrifter og tage tilflugt i de tre grundpiller. Derudover beskæftiger belæringen sig med pligter i relation til husholdningen, f.eks. bør hustruen være en god vært, passe på pengene, holde styr på de ansatte med videre. Hun bør ikke være nærig eller smålig, men gavmild. Hun skal ikke se ned på sin mand, og til gengæld skal han arbejde hårdt, passe på hende og bringe hende alt, hvad hun beder om. Hustruen bør endvidere ikke skælde sin mand ud. Er hun sådan en hustru, i overensstemmelse med sin mands ønsker, får en hun god genfødsel. I det hele taget svarer hustruens pligter som nævnt i Anguttara Nikaya 8.48 i det væsentlige, til de generelle pligter for lægbuddhister som nævnt i Digha Nikaya nr. 31, Sigalovada Sutta. Belæringen slutter med et vers, som mange måder minder om slutningen på Anguttara Nikaya 8.55, Ujjaya Sutta.

### At leve sammen som ægtefæller
I Anguttara Nikaya nr. 4.53, gennemgår Buddha fire typer forhold:
1. Mand og hustru lever sammen som stakler
2. Manden er en stakkel, mens hustruen er dydig
3. Manden er dydig, mens hustruen er en stakkel
4. Mand og hustru lever dydige sammen

Staklerne kendetegnes ved, at de overtræder de fem forskrifter (se ovenfor), har dårlig karakter, er nærrige og fornærmer og foragter de lærde.
De dydige kendetegnes ved det modsatte: de overholder forskrifterne, har god karakter, er ikke nærrige og ærer de lærde.

## Sutta'er om lægfolk i buddhismen
Buddha uddybede i flere sutta'er, hvordan lægfolk bør bestræbe sig på at leve:

### Digha Nikaya nr. 31, Sigalovada Sutta
Buddha møder den unge husholder (lægmand) Sikala og lærer ham om husholderens pligter. 

### Anguttara Nikaya nr. 4.255, Kula Sutta
Buddha fortæller, hvordan familier kan bevare deres formue.

### Anguttara Nikaya nr. 4.60 - 62, Anana Sutta
Anāthapiṇḍika belæres om, hvordan man opnår formue, berømmelse, et langt liv, en god genfødsel og om brugen af ens formue.

### Anguttara Nikaya nr. 5.175, Candala Sutta
Buddha fortæller, hvornår en lægmand er et udskud og hvornår han er en "juvel".

### Anguttara Nikaya nr. 5.177, Vanijja Sutta
Buddha oplister fem områder, som lægbuddhister ikke bør beskæftige sig med som levevej.

### Anguttara Nikaya nr. 5.41, Adiya Sutta
Svarer i sit indhold stort set til Anana Sutta. 

### Anguttara Nikaya nr. 7.63, Bhariyā Sutta
Buddha omtaler syv typer hustru.

### Anguttara Nikaya nr. 8.26, Jivaka Sutta
Jivaka spørger Buddha, hvornår man er en lægmand.

### Anguttara Nikaya nr. 8.54, Dighajanu (Vyagghapajja) Sutta
Buddha belærer Dighajanu om, hvordan husholdere bør leve.

### Anguttara Nikaya 8.55, Ujjaya Sutta
Buddha belærer Ujjaya om karriere, økonomi og ret levemåde

### Anguttara Nikaya nr. 11.13, Mahanama Sutta
Mahanama spørger, hvor han skal være (i sindet), når Buddha rejser videre.

### Samyutta Nikaya nr. 3.19, Aputtaka Sutta
En rig husholder er afgået ved døden uden arvinger, og hans formue går til kongen. Buddha siger, at en formue spildes, når den ikke bruges korrekt.

### Samyutta Nikaya nr. 42.2, Talaputa Sutta
Skuespilleren Talaputa belæres af Buddha om ret forståelse.

### Samyutta Nikaya nr. 42.3, Yodhajiva Sutta
Soldaten Yodhajiva belæres af Buddha om ret forståelse.

### Khuddaka Nikaya nr. 5, Sutta Nipata nr. 1.6, Parabhava Sutta
En gud instrueres af Buddha i hvad, der er årsag til ens undergang.

### Khuddaka Nikaya nr. 5, Sutta Nipata nr. 2.14, Dhammika Sutta
Buddha instruerer Dhammika i passende opførsel for lægfolk og munke.

### Khuddaka Nikaya nr. 5, Sutta Nipata nr. 2.4, Maha-Mangala Sutta
En gud instrueres af Buddha i hvad, der er den største velsignelse. Samme historie er gengivet i Khuddaka Nikaya nr. 1, Khuddakapatha nr. 5, Mangala Sutta.